# Tarvos (mjesec)
Tarvos (također Saturn XXI) je prirodni satelit planeta Saturn. Vanjski nepravilni satelit iz galske grupe s oko 15 kilometara u promjeru i orbitalnim periodom od 926.2 dana.